# Zorotypus neotropicus
Zorotypus neotropicus är en jordlusart som beskrevs av Filippo Silvestri 1916. Zorotypus neotropicus ingår i släktet Zorotypus och familjen Zorotypidae. Inga underarter finns listade i Catalogue of Life.